# Wordfast
A Wordfast é uma empresa que fornece softwares de Memória de Tradução (MT). Ela desenvolve soluções em MT de plataforma independente para tradutores freelancers, prestadores de serviços de idiomas e corporações multinacionais.

## História
O termo Wordfast refere-se hoje a um conjunto de produtos de tradução desenvolvidos por Wordfast LLC , uma empresa sedeada nos Estados Unidos. Mas tudo começou em 1999, em Paris, França, com Yves Champollion, um tradutor freelance, gestor de projetos e consultor na área de tradução e localização, com mais de 25 anos de experiência. Yves Champollion é descendente do egiptólogo Jean-François Champollion, conhecido por decifrar a Pedra de Rosetta.
Em 1999, Yves Champollion desenvolveu a primeira versão do programa Wordfast, como uma alternativa ao Trados , um conhecido sofware de tradução.  No início, o Wordsfast funcionava através de um conjunto de macros executados dentro do Microsoft Word (versão 97 ou superior) e, até o final de 2002, esta ferramenta (hoje conhecida como Wordfast Classic) era gratuita. Divulgado através do boca a boca, o Wordfast cresceu ao ponto de se tornar o segundo software de tradução mais utilizado entre tradutores.
Em Janeiro de 2009, a Wordfast lançou o Wordfast Translation Studio, que inclui as versões Wordfast Classic e Wordfast Professional - uma ferramenta de Memória de Tradução standalone (autónoma) com base em Java, sendo compatível com muitos dos outros softwares de tradução utilizados no mundo. Embora mais popular entre tradutores freelance, o Wordfast é também utilizado em ambiente empresarial.

## Produtos
Uma licença do Wordfast Translation Studio permite aos usuários o acesso aos seguintes programas:
Wordfast ClassicA primeira versão do Wordfast funciona dentro do Microsoft Word. Criada como um conjunto de macros para MSWord 97, esta ferramenta permitia a criação de um documento com as duas línguas, a original e a de tradução, documento esse que, no final, era "limpo" da língua original. Esta primeira versão, criada por Yves Champollion em 1999, era gratuita, tendo assim permanecido até 2002, ano em que se tornou um produto comercial (a licença de 3 anos custava EUR 170 para países "ricos" e EUR 50 para os restantes países).
Wordfast Anywhereuma versão online do Wordfast com características muito próximas do Wordfast Classic e que foi lançada em Maio de 2010. Embora seja de utilização livre, tem algumas limitações. Pode ser utilizado em tablets com sistema Android, Windows Mobile, Palm OS e como um app do iPhone.
Wordfast ProUma ferramenta de Memória de Tradução standalone e multiplataforma (Windows, Mac, Linux) que trabalha com filtros para lidar com vários formatos de arquivos, e proporciona um nível básico, considerado suficiente para trabalhos freelance, de análise de batch (até 20 arquivos).
Plus toolsUm conjunto de ferramentas gratuitas desenvolvidas para auxiliar tradutores que utilizam Wordfast Classic a desempenhar funções avançadas específicas como alinhamento e extração de texto.
VLTM Project (Very Large Translation Memory - Memória de Tradução Imensa)Os usuários podem aproveitar o conteúdo de uma imensa memória de tradução pública, ou criar um grupo de trabalho fechado onde podem compartilhar MTs entre tradutores com os quais colaboram.
Produtos adicionais inclusos:
Wordfast Pro PlusUm plug-in adicional que se integra ao Wordfast Pro para permitir processamento irrestrito de batches, extração de segmentos repetidos em múltiplos arquivos e administração automatizada da Memória de Tradução.
WF ServerUm aplicativo seguro de MT’s para servidor, que permite o compartilhamento de MT entre tradutores em tempo real em qualquer lugar do mundo.

## Formatos compatíveis de arquivos-fonte
O Wordfast Classic é compatível com os seguintes formatos: qualquer formato que o Microsoft Word reconheça, incluindo arquivos de texto sem formatação, documentos do Word (DOC/DOCX),  Microsoft Excel (XLS/XLSX), PowerPoint (PPT/PPTX), Rich Text Format (RTF), e documentos RTF e HTML em linguagem de marcação (tags). Não oferece suporte direto para formatos OpenDocument, visto que as versões atuais do Microsoft Word não possuem os filtros de importação para arquivos do OpenDocument.
O Wordfast Pro é compatível com documentos do Microsoft Word (DOC/DOCX), Microsoft Excel (XLS/XLSX), PowerPoint (PPT/PPTX), HTML, XML, ASP, JSP, Java, InDesign (INX), FrameMaker e PDF editável. Não é compatível com formatos OpenDocument.
O Wordfast Anywhere é compatível com os seguintes formatos: documentos do Microsoft Word (DOC/DOCX),  Microsoft Excel (XLS/XLSX), PowerPoint (PPT/PPTX), Rich Text Format (RTF), Text (TXT), HTML, InDesign(INX), FrameMaker (MIF), TIFF (TIF/TIFF) e PDF editável e em sistema OCR. Não é compatível com formatos OpenDocument.

## Formatos compatíveis de memórias de tradução e de glossários
A Memória de Tradução, tanto do Wordfast Classic como do Wordfast Pro, tem o formato de um simples arquivo de texto, delimitado por tabulação, que pode ser aberto e editado em qualquer editor de texto. O Wordfast também pode importar e exportar arquivos TMX para realizar trocas de memórias com outras ferramentas de tradução assistida por computador (Computer-assisted Translation – CAT) presentes no mercado.
A quantidade máxima de segmentos em uma memória de tradução é de um milhão. As memórias de tradução e os glossários são permutáveis, sendo possível inverter instantaneamente a língua fonte e a língua alvo.
O Wordfast é capaz de usar Memórias de Tradução com base em servidores e recuperar dados de ferramentas de tradução automática (incluindo a ferramenta online, Google Tradutor).
O formato de glossário do Wordfast é um simples arquivo de texto delimitado por tabulação. O Wordfast Pro pode inclusive importar arquivos TBX.
A quantidade máxima de registros em um glossário é de 250.000, mas apenas as primeiras 32.000 podem ser exibidas durante a pesquisa.

## Documentação
Um manual de fácil compreensão para o usuário do Wordfast Classic pode ser adquirido na página oficial do Wordfast. Módulos de treinamento também estão disponíveis gratuitamente junto com os vídeos online de treinamento.
As páginas de ajuda online para o Wordfast Pro podem ser encontradas no site oficial do Wordfast, juntamente com tutoriais em vídeo.
O provedor Wordfast oferece a seus usuários um ano de assistência gratuita a partir da compra da licença. Após esse período, a assistência adicional pode ser adquirida pagando-se uma determinada taxa.

## Ver Também
- Memória de Tradução
- Tradução assistida por computador

### Grupos de Usuários
- Yahoo group do Wordfast Classic
- Yahoo group do Wordfast Pro